# Earl Kress
Earl Kress, née le 22 août 1951 à Philadelphie et mort le 19 septembre 2011 à Los Angeles, est un scénariste d'animation américain connu pour son travail sur les films Rox et Rouky (1981), Minus et Cortex (1995) et Tom et Jerry : L'Histoire de Robin des bois (2012).

## Biographie
Originaire de Philadelphie (Pennsylvanie), Earl Kress travaille dans la radiodiffusion avant de déménager à Los Angeles au milieu des années 70. Ses activités sont dans l'animation pour les studios Disney, il travaille principalement sur l'histoire intitulée Le Renard et le Chien courant (The Fox and the Hound) dont le film Rox et Rouky parait en 1981.
D'une santé fragile, Earl Kress subi une greffe du cœur en 1989.
Il travaille sur de nombreuses séries d'animations américaines principalement des productions Hanna-Barbera. Il se lance aussi en parallèle dans une carrière en bande dessinée en débutant par une adaptation de la série Retour vers le futur. Il continue avec des histoires du catalogue Hanna-Barbera pour l'éditeur Harvey Comics, puis Archie Comics avec par exemple les Jetsons, Les Pierrafeu, Yogi l'ours, Top Cat, Magilla Gorilla et le premier (et unique) crossover Atom Ant / Secret Squirrel. Il a également écrit pour The Simpsons et Bart Simpson pour Bongo Comics et Looney Tunes et Scooby-Doo! pour DC Comics.
Les effets secondaires dus à la transplantation cardiaque engendrent l'apparition d'un cancer foudroyant pour lequel il décède 19 septembre 2011 à Los Angeles.

## Prix et récompenses
Sa carrière est récompensée de 4 victoires et 3 nominations :
- 1998 : Lauréat des Annie Awards avec les scénaristes : Charles M. Howell IV et John Ludin pour l'épisode The Family That Poits Together, Narfs Together (3e saison) de la production télévisée d'animation Minus et Cortex (Pinky and the Brain) ;
- 1999 : Lauréat du Daytime Emmy Award du meilleur programme spécial d'animation pour la série télévisée Minus et Cortex (Pinky and the Brain), 66 épisodes ;
- 2000 : Lauréat du Daytime Emmy Award du meilleur programme d'animation pour enfant pour la série télévisée Minus, Elmira et Cortex (Pinky, Elmyra & the Brain), 13 épisodes ;
- 2012 : Lauréat du Writers Guild of America Awards (WGA Awards) du Caucus des écrivains d'animation avec Dwayne McDuffie (1962-2011).

## Filmographie
- 1981 : Rox et Rouky
- 1995 : Minus et Cortex
- 2012 : Tom et Jerry : L'Histoire de Robin des bois